# Andreas Geißel
Andreas Geißel (* 1955 in Berlin) ist ein deutscher Maler und Theatermaler.

## Leben
Ersten Kontakt mit der Kunst fand er während seiner Schulzeit unter der Anleitung seines Zeichenlehrers. Nachdem er eine Ausbildung zum Bühnenmaler abgeschlossen hatte, studierte er anschließend Theatermalerei an der Hochschule für Bildende Künste in Dresden. Nach dem Studium arbeitete er als Kunstmaler beim Fernsehen der DDR.
Der Verband Bildender Künstler lehnte Geißel ab, und ohne Mitgliedschaft war es ihm in der DDR nicht gestattet, seine Werke in Galerien zu verkaufen. Daher erstellte er Monotypien und präsentierte diese in improvisierten Open-Air-Ausstellungen. Dies führte zu einer Begegnung mit der Puppenspielerin Heidi Schwider. Nach einer Ausbildung zum Puppenspieler trat er gemeinsam mit Schwider auf und entwickelte eigene Produktionen.
Ab 1984 stellte Geißel als freier Künstler in der von Jutta Burkhardt gegründeten Galerie Cocon-Geissel in Berlin-Friedrichshagen aus. 1987 stellte er einen Antrag auf Ausreise in den Westen, der 1989 genehmigt wurde. Ab 1989 arbeitete er als Theatermaler an der Schaubühne am Lehniner Platz in Westberlin. Von 1990 bis 2022  war er Leiter des Malsaals. Er arbeitete dabei unter anderm für das Stück Körper von Sasha Waltz im Jahr 2000 und für Ein Volksfeind in der von Thomas Ostermeier dirigierten Version im Jahr 2012.
Für einzelne Projekte realisierte er auch Theatermalereien an der Bühne des Berliner Ensembles.

## Stil
Seine eigenen Bilder sind stark von der Theaterwelt inspiriert. Bekannt sind die großformatigen Porträts von Tänzerinnen aus den Berliner Cabarets der 1920er Jahre im Café LebensArt am Brandenburger Tor, Unter den Linden. Künstlerisch bewegt er sich von realistischen Darstellungen der 1980er Jahre über expressive Phasen bis hin zu Werken, die stark an den Impressionismus angelehnt sind und Stadtlandschaften Berlins zeigen, die 2023 entstanden.

## Ausstellungen und Projekte
- 1983: Malerei und Grafik, Ausstellungen, Fernsehen der DDR, Berlin
- Galerie Cocon-Geißel (Berlin-Friedrichshagen, 1984–1988; Wiedereröffnung in West-Berlin, 1990)
- 1992: Figuren, Fantasie und träume, Gruppenausstellung, Palais am Festungsgraben, Berlin  Freie Kunstausstellung, Messehalle am Funkturm, Berlin
- 1996: Großformate für Cafe LebensArt, Berlin
- 1998: Monotypien, Gruppenausstellung, Osaka (Japan)
- 2005: Landschaften, Haus der Stille am Kleinen Wannsee, Berlin
- 2006: AGODI Grafik, Wanderausstellung (Barcelona, Frankreich, England)